# Kobyliczne Siodło
Kobyliczne Siodło (pol. Karpowskie Siodło, 698 m n.p.m.) – przełęcz w południowo-zachodniej Polsce w Górach Złotych (Sudety).
Przełęcz pomiędzy Trojakiem (niem. Dreiecker) a Królówka i Karpiakiem w pobliżu uzdrowiska Lądek-Zdrój i miejscowości Stójków  na terenie Śnieżnickiego Parku Krajobrazowego.

## Szlaki turystyczne
Na przełęczy Kobyliczne Siodło znajduje się skrzyżowanie kilku dróg leśnych zwane Rozdrożem Zamkowym, którymi przebiegają szlaki turystyczne piesze, górskie trasy rowerowe, oraz ścieżki krajoznawcze Lądka-Zdroju. Przełęcz 
- Przebiegające w tej okolicy tą samą trasą Lądek-Zdrój – góra Trojak -Kobyliczne Siodło – góra Karpiak – Stary Gierałtów
  -  niebieski – Duszniki-Zdrój – Pilchowice
  - Europejski długodystansowy szlak pieszy E3
  - Międzynarodowy Górski Szlak Przyjaźni Eisenach – Budapeszt EB
- Zielony Przełęcz Lądecka - Przełęcz Gierałtowska
- Znakowany biało-czerwoną tabliczką Szlak Kurierów Solidarności, w tym miejscu łączący przełęcz z Przełęczą Karpiowską.
- czerwona ścieżka krajoznawcza zataczająca pętlę: Lądek-Zdrój - zamek Karpień - Stołowe Skały - Stójków - Lądek-Zdrój.